# Nina Koljassewa
Nina Koljassewa (russisch Нина Колясева, engl. Transkription Nina Kolyaseva; * 4. Juli 1975 in Ischewsk) ist eine russische Marathonläuferin.
2004 wurde sie Vierte beim Moskau-Marathon. Im Jahr darauf wurde sie Fünfte beim Ruhrmarathon, Dritte beim Siberian International Marathon und gewann beim Warschau-Marathon mit ihrer persönlichen Bestzeit von 2:34:53 h. 2006 wurde sie Dritte beim Hong Kong Marathon.